# Рукопашний бій

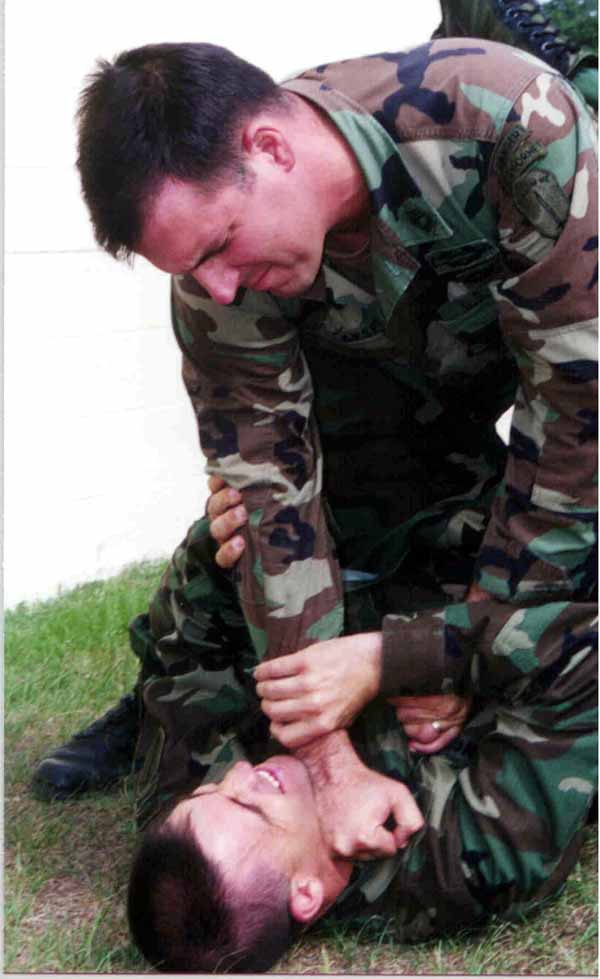
Рукопашний бій в збройних силах США.

Рукопа́шний бій — фізична конфронтація між кількома людьми без використання дистанційної зброї (метальної, вогнепальної тощо), тобто, голіруч, за допомогою рукопашної зброї або спеціальних засобів. Термін має два значення — 1) буквально бій, що має на меті фізичне знешкодження супротивника, завдання йому шкоди; 2) спортивний рукопашний бій, метою якого є змагальний поєдинок без завдання травм. 
Технічний арсенал прикладного та спеціального напрямків рукопашного бою охоплює - удари руками та ногами, плевки, укуси, виривання та вдавлювання частин тіла, удари головою та тулубом, кидки, больові та задушливі прийоми, які приводять до тяжкої травми чи смерті. А також прийоми психологічної підготовки і реанімації. Рукопашний бій це швидка техніка ліквідування противника. І все це розглядається - як не гуманні методи впливу. 
Технічний арсенал спортивного напрямку рукопашного бою - дозовані або це дозволені удари в залікову за правилами частину тіла, кидки, больові та задушливі прийоми, що дозволені правилами змагань на дозволені місця, частини тіла та дозуванням, що не приведуть до травмування спортсмена. І все це - гуманні методи впливу.
Рукопашний бій ділиться на 3 категорії: прикладний, спортивний та спеціальний. До прикладного напрямку відноситься рукопашний бій з найобмеженішим арсеналом дій, які направлені чітко до законодавства щодо застосування прийомів самозахисту та знешкодження порушників закону шляхом їх затримання за допомогою прийомів із застосуванням фізичної сили та спеціальних й допоміжних засобів для захисту (для правоохоронних відомств). 
До спеціального напрямку відноситься рукопашний бій в якому відсутні всі обмеження і його використовують для знешкодження та затримання озброєного нападника за допомогою фізичної сили, за допомогою різного виду зброї приводячи до кінцевого варіанту його травмування чи смерті ( для силових відомств та армії).
До спортивного напрямку відноситься рукопашний бій, як вид спорту — фізична підготовка - координацію, відчуття дистанції, удари, кидки, боротьбу в партері, психологічну підготовку до поєдинку.

## Історія
Рукопашний бій — найдавніша форма боротьби з усіх відомих. Більшість культур мають свої особливості, що пов'язані з близьким боєм, а також власні методи. Є багато різновидів рукопашного бою, включаючи бокс та карате.
Одними з перших подібних методик вважається підготовка до беззбройного бою ще в династії Чжоу (Китай) з 1022 до 256 року до н. е.
З часом у військовому мистецтві відбулись великі технологічні зміни, такі як використання пороху та винахід кулемету. Велике значення рукопашний бій ще мав у Російсько-японській та позиційній війні під час Першої світової. Через масове використання багнетів важливість і стратегічне значення рукопашного бою знизилося після 1918 р. До 1944-го деякі німецькі гвинтівки випускалися без штикових вузлів.

### В Російській імперії (до 1917 року)
Рукопашний бій в російських армії та поліції розвивався, в основному, за трьома напрямками:
- В армії нижніми чинами вивчалася в основному техніка багнетного бою. Беззбройний бій (удари руками та ногами, кидки, больові прийоми) вважався частиною багнетного бою і мав менше значення в порівнянні з вивченням багнетних прийомів.
- В армії фехтування шпагою (до другої половини XIX століття) вивчалося офіцерами. Вміння володіти шаблею, а також шаблею і списом вивчалось офіцерами та нижніми чинами. У поліції вивчалося фехтування шаблею і шашкою.
- З кінця XIX століття в поліції вивчалася боротьба джіу-джитсу.

### 1917—1941
Напередодні Другої світової війни рукопашний бій викладався на основі настанов і посібників. Було розроблено системи рукопашного бою. В основі навчання покладено мистецтво багнетного бою. Окремо вивчались прийоми бою проти неозброєного супротивника і противника з вогнепальною або холодною зброєю. Для виконання спецзавдань викладалося мистецтво ножового бою. З початку 1930-х рр. рукопашний бій включено в програму підготовки військ НКВС.

## Відомі битви
- Битва за Ізандлван — битва в англо-зулуській війні, що перетворилася на рукопашний бій. Це сталося після того, як британці вичерпали свої боєприпаси. В результаті зулуси здобули рішучу перемогу над значно сучаснішою британською армією.
- 22 жовтня 1986 — під час облоги тюрми Пуду в Куала-Лумпурі (Малайзія) спецпідрозділ Королівської поліції Малайзії перейшов до рукопашного бою за допомогою кийків та ротангових тростин. Це сталось після того, як прем'єр-міністр країни наказав розв'язати питання з заручниками без використання вогнепальної зброї. Результатом стала перемога поліції, а п'ятьох ув'язнених, які тримали заручників у в'язниці, було заарештовано.